# Экпеньонг, Эммануэл
Эммануэл Имо Экпеньонг (англ. Emmanuel Imoh Ekpenyong; род. 12 августа 2004) — нигерийский футболист, нападающий клуба «Дома Юнайтед», выступающий на правах аренды за шведский «Эргрюте».

## Клубная карьера
На юношеском уровне выступал за «Оттасоло». В сентябре 2023 года перешёл в «Дома Юнайтед». 7 октября того же года дебютировал в местном чемпионате в домашнем поединке с «Байэлса Юнайтед», появившись на поле в стартовом составе. В первой половине сезона провёл за клуб 15 матчей, в которых забил два мяча.
В марте 2024 года на правах аренды перешёл в шведский «Эргрюте». Соглашение рассчитано до конца года и предусматривает возможность выкупа. 27 апреля провёл первую игру за новый клуб в Суперэттане, выйдя на замену на 86-й минуте матче с «Эстером».

## Клубная статистика
| Выступление      | Выступление      | Выступление      | Лига | Лига | Кубки | Кубки | Конт. кубки | Конт. кубки | Итого | Итого |
| Клуб             | Лига             | Сезон            | Игры | Голы | Игры  | Голы  | Игры        | Голы        | Игры  | Голы  |
| ---------------- | ---------------- | ---------------- | ---- | ---- | ----- | ----- | ----------- | ----------- | ----- | ----- |
| Дома Юнайтед     | Премьер-лига     | 2023/24          | 15   | 2    | 0     | 0     | 0           | 0           | 15    | 2     |
| Дома Юнайтед     | Итого            | Итого            | 15   | 2    | 0     | 0     | 0           | 0           | 15    | 2     |
| Эргрюте          | Суперэттан       | 2024             | 2    | 0    | 0     | 0     | 0           | 0           | 2     | 0     |
| Эргрюте          | Итого            | Итого            | 2    | 0    | 0     | 0     | 0           | 0           | 2     | 0     |
| Всего за карьеру | Всего за карьеру | Всего за карьеру | 17   | 2    | 0     | 0     | 0           | 0           | 17    | 2     |